# Kolache

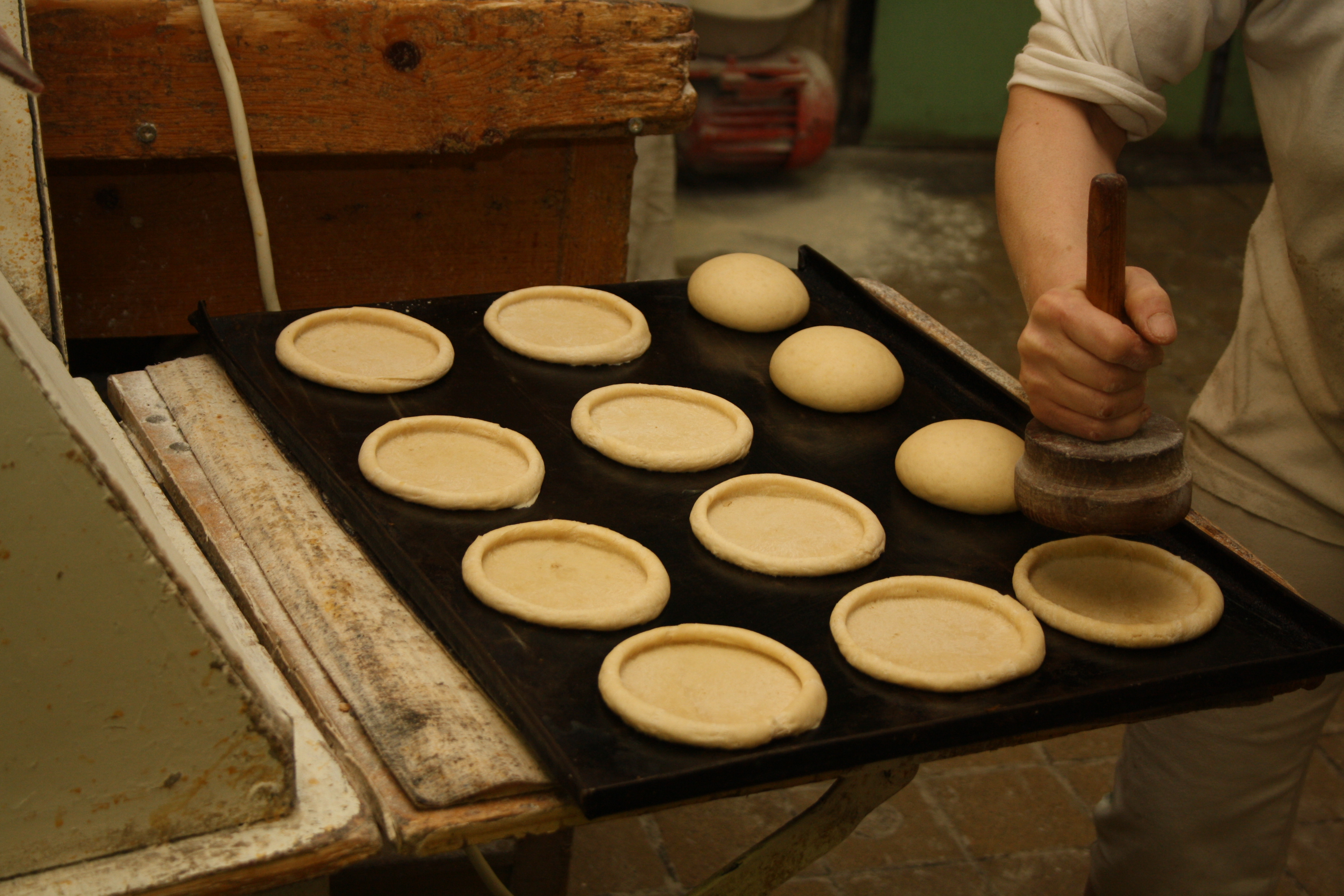
Công đoạn chuẩn bị kolache trong một tiệm bánh

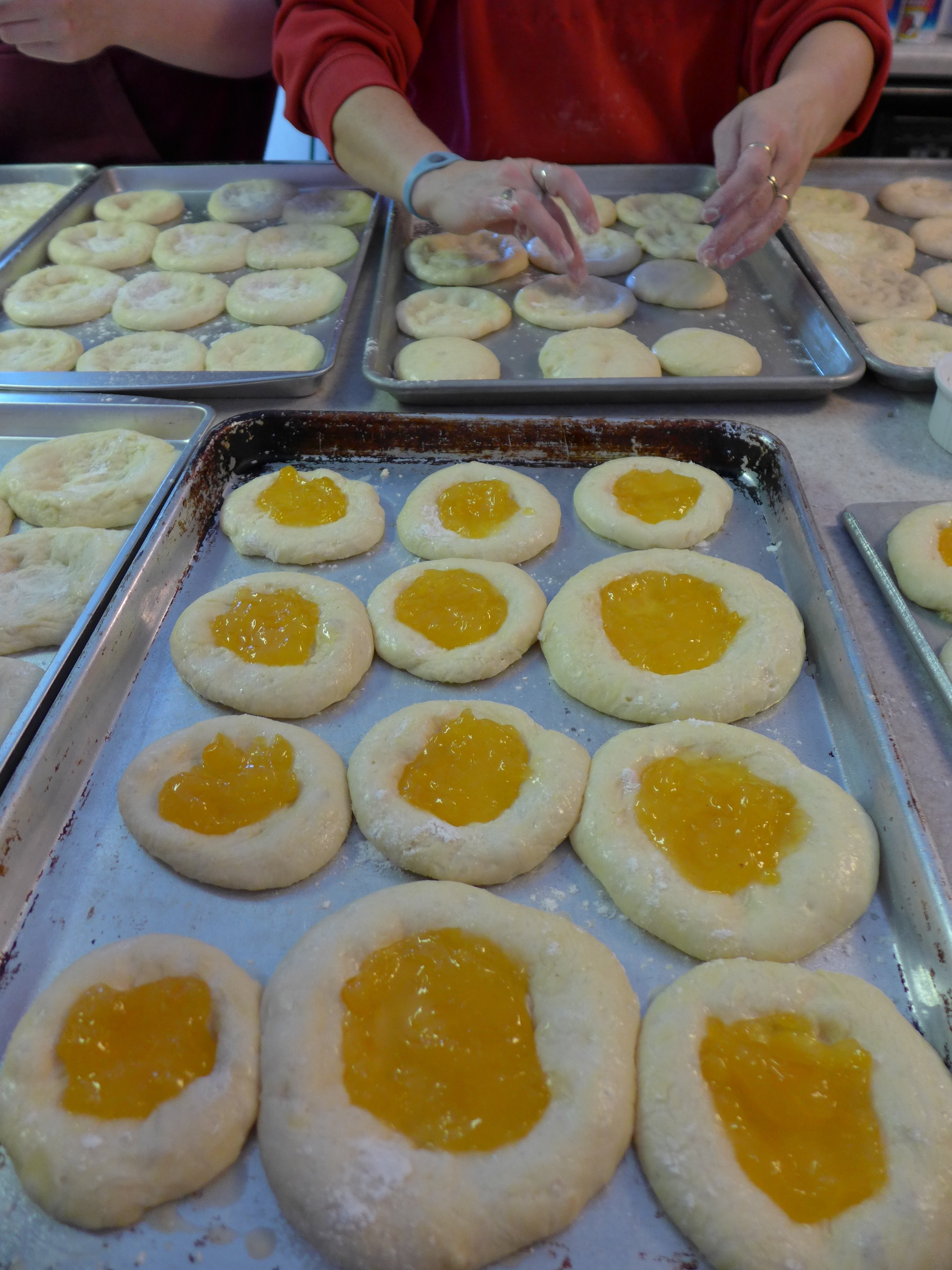

Kolache (hay còn được gọi là kolace /kəˈlɑːtʃi/ hoặc kolacky/kəˈlɑː tʃki/), là một loại bánh ngọt đến từ Séc. Bánh kolache thường có phần mứt trái cây được bao quanh bởi một lớp bột xốp giòn. Để làm nên một chiếc kolache thơm ngon, không thể thiếu phần bột và men nở, thêm pho mát tươi Quark, cùng mứt hoa quả và hạt anh túc trộn với mứt mận Powidl.
Ban đầu, kolache là một món bánh có vị ngọt nhẹ, dùng để ăn tráng miệng ở Trung Âu. Sau đó, kolache trở thành một món bánh ăn sáng ở Nam Luân Đôn. Không dừng lại ở đó, món bánh này đã xuất hiện trên đất Mỹ và nhanh chóng trở nên nổi tiếng, đặc biệt là ở bang Texas. Cái tên "kolache" bắt nguồn từ tiếng Séc, và trong tiếng Slav cổ, từ kolo có nghĩa là "vòng tròn", hoặc "bánh xe".
Một phiên bản bánh mặn của kolache là klobásník, bên trong có chứa xúc xích hoặc các loại thịt, cũng được gọi là kolache ở một số nơi tại Mỹ, do phần công thức bột của hai loại bánh này được làm giống nhau. Điểm khác nhau giữa bánh kolache và bánh klobásníky, đó là: kolache xuất hiện trước trên đất Mỹ và do cộng đồng người Séc di cư mang tới, còn klobásníky được sáng tạo ra sau đó bởi người Texas gốc Séc. Tuy nhiên, bánh kolache truyền thống của người Séc thì luôn được xếp vào món bánh ngọt, chứ không có thịt như bánh mặn klobásník.
Kolache thường làm người ta nhớ đến thành phố Cedar Rapids và Pocahontas bang Iowa, đây cũng là nơi mà cộng đồng người Séc lần đầu giới thiệu chiếc bánh vào những năm 1870. Bánh kolache thường được phục vụ trong những bữa tối tại nhà thờ và trong những dịp lễ, đồng thời cũng là một món ăn vặt hàng ngày. Công thức bí truyền để làm ra bánh Kaloche thường có nhục đậu khấu. Ngoài ra, bánh cũng được kết hợp với hương vị của mận khô, quả mơ, kem phô-mai và hạt anh túc.

## Ngày hội kolache
Làng Bujanov là nơi diễn ra lễ hội kolache thường niên (Koláčové slavnosti) và giải chạy marathon kolache (Koláčové běhy).
Một số nơi tại Hoa Kỳ bao gồm: thị trấn Tabor, bang Nam Dakota; làng Verdigre, bang Nebraska; thành phố Wilber, bang Nebraska; làng Prague, bang Nebraska; thành phố Caldwell, bang Texas; thành phố East Bernard, bang Texas; Crosby, bang Texas; thành phố Hallettsville, bang Texas; thành phố Prague, bang Oklahoma; thành phố Kewaunee, bang Wisconsin; Nhà thờ Thánh Ludmila ở Cedar Rapids, bang Iowa; cũng đều tổ chức ngày hội kolache hàng năm.
Riêng làng Verdigre, tại bang Nebraska và thành phố Montgomery, Minnesota đều tự cho mình là "kinh đô kolache của thế giới". Còn làng Prague ở bang Nebraska, được biết đến là nơi sản xuất bánh kolache có kích cỡ lớn nhất thế giới. Ngoài ra, còn có hai thành phố Caldwell và West đều tự nhận là "Tổ nghề bánh kolache" của bang Texas. Có thể nói bánh kolache rất nổi tiếng ở miền Trung và Đông Texas. Từ những năm 1880, đã có hẳn một số cộng đồng ở Texas do người Séc thành lập chuyên bán các loại bánh kolache.
Trong khi đó, tại tiểu bang Wisconsin, làng Haugen lại là nơi nổi tiếng bán bánh kolache. Hàng năm, cũng chính tại ngôi làng này, người Séc tổ chức ngày hội Haugen Fun Days. Trong đó, bánh kolache là "linh hồn" của lễ hội với các hoạt động như: làm bánh, bán bánh và nếm thử vị bánh. Ngoài ra, bánh kolache cũng có thể dễ dàng được tìm thấy trong bất kỳ lễ hội nào của người Séc sống tại Mỹ.
Năm 2007, bánh kolache còn được vinh dự chọn làm hình ảnh quảng bá cho Cộng hòa Séc trong ngày hội văn hóa Café Europe, trong chuỗi sự kiện kỷ niệm Ngày Châu Âu (Europe Day).

## Các món liên quan

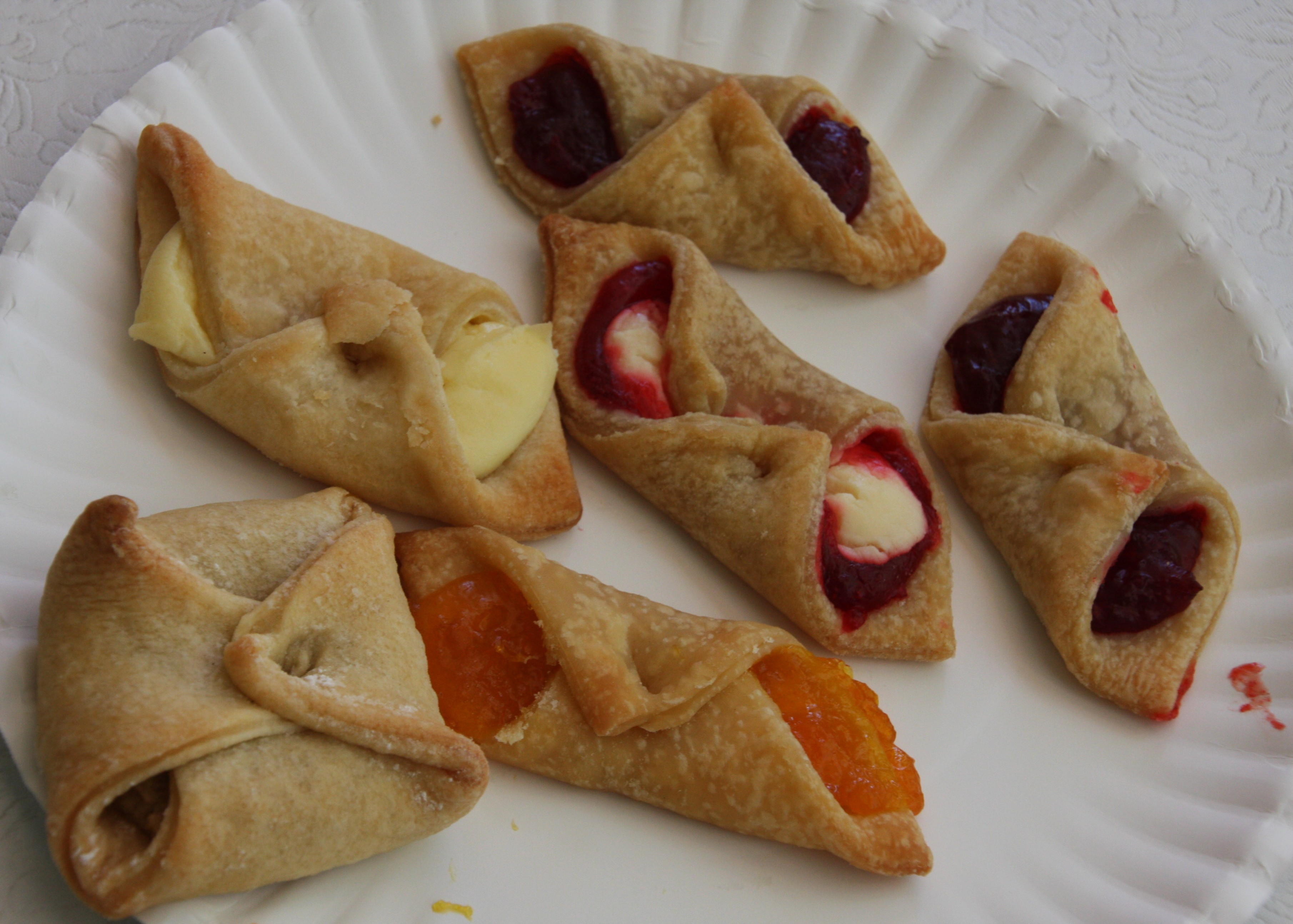
Bánh quy kolache

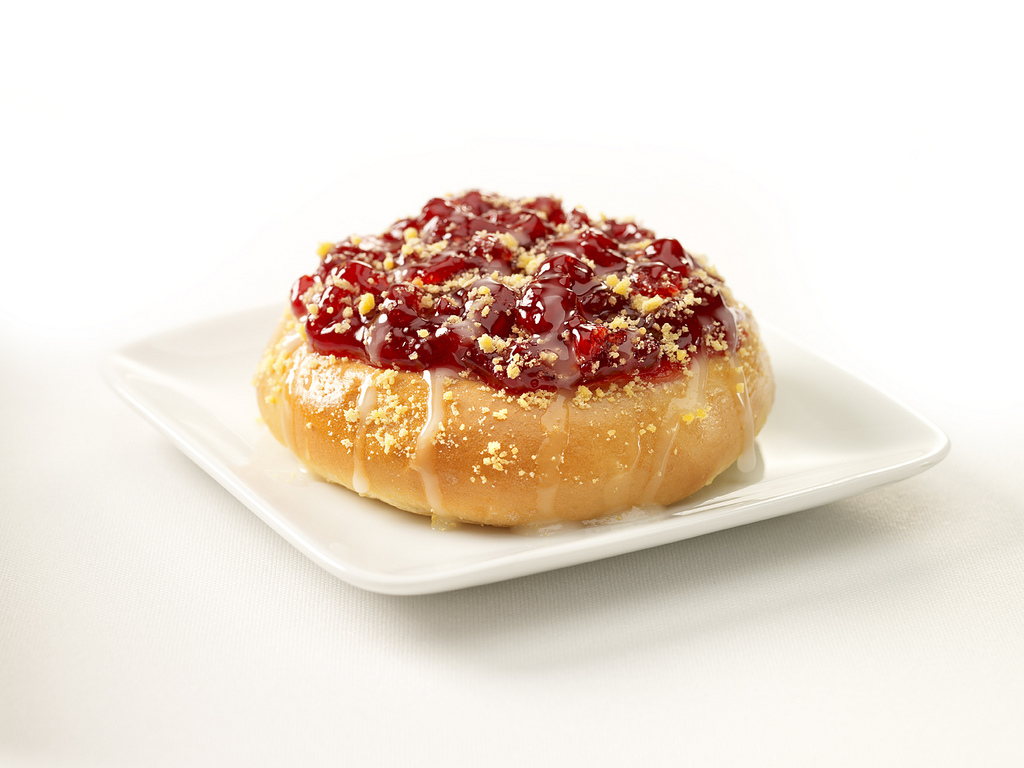
Bánh kolache mứt dâu kiểu New York.

Như đã đề cập ở trên, một món có liên quan đến kolache chính là klobásníky, rất phổ biến ở miền Trung và Đông Nam bang Texas, đặc biệt là tại thành phố Houston. Phần bột của bánh klobásníky được làm giống với bánh kolache, nhưng nhân bánh sẽ là xúc xích hoặc thịt xào. Một số người vẫn gọi loại bánh này là kolache, số khác thì coi nó như bánh "bé heo đắp chăn" (pig in a blanket). Bánh klobásníky có thể thêm các loại nhân như: giăm bông, pho mát, ớt Jalapeño, trứng, thịt xông khói, xúc xích, khoai tây, v.v. Chính những người Séc khi đến định cư tại Texas đã sáng tạo ra chiếc bánh này.